# Trichrysis luzonica
Trichrysis luzonica (лат.) — вид ос-блестянок рода Trichrysis из подсемейства Chrysidinae.

## Распространение
Китай, Филиппины.

## Описание
Длина тела 4,5—5,0 мм. Ярко-окрашенные металлически блестящие зеленоватые осы. Голова и мезосома металлические голубовато-зелёные до зелёного, с золотистыми отблесками. Скапус, педицель и членик жгутика F1 металлические от голубовато-зелёного до зелёного, остальная часть жгутика чёрная. Тегула полностью металлически-зелёная. Ноги голубовато-зелёные, с коричневыми голенями. Метасома голубовато-зелёная до зелёной, с передними краями тергитов T2 и T3 тёмно-синего цвета и задним краем T2 светло-зелёного до золотисто-зелёного. Задний край третьего тергита брюшка с 3 небольшими широкими зубцами. Сходен с видом Trichrysis formosana.